# Mothocya panamica
Mothocya panamica är en kräftdjursart som beskrevs av Bruce1986. Mothocya panamica ingår i släktet Mothocya och familjen Cymothoidae. Inga underarter finns listade i Catalogue of Life.